# GOG.com
GOG.com (dawniej Good Old Games) – serwis cyfrowej dystrybucji gier komputerowych, stworzony przez polskie przedsiębiorstwo CDP Investment sp. z o.o. Jest częścią holdingu CD Projekt.

## Działalność
Serwis zajmuje się sprzedażą gier komputerowych na platformę Microsoft Windows, część tytułów posiada też wersje na systemy macOS i Linux. Są one przystosowywane do pracy z najnowszymi wersjami systemów operacyjnych, często przy użyciu programów ScummVM i DOSBox.
W odróżnieniu od większości innych systemów dystrybucji cyfrowej gry oferowane przez GOG.com nie zawierają zabezpieczeń DRM. Do sprzedawanych gier dołączana jest dodatkowa zawartość, taka jak tapety, materiały graficzne i filmowe, instrukcje czy oryginalne ścieżki dźwiękowe.
W 2010 roku sprzedaż przekroczyła sześć milionów egzemplarzy gier, w ponad 50 krajach. Ponad 50% zakupów dokonano z terenu Stanów Zjednoczonych. Z Polski pochodziło tylko 3% przychodów. W 2012 roku przychody wyniosły 42,1 mln zł wobec 24,9 mln zł z 2011 roku. Wokół serwisu wykształciła się bardzo aktywna społeczność graczy, skupiona na starych grach.
W marcu 2012 serwis zmienił nazwę z Good Old Games na GOG.com, co miało zapowiadać rozszerzenie profilu działalności. Oprócz dystrybucji starych gier serwis rozpoczął sprzedaż produkcji niezależnych oraz nowszych gier, m.in. serii gier Wiedźmin.
W sierpniu 2014 roku ofertę serwisu wzbogacono o filmy, poza tym dodano nowe opcje płatności i możliwość wyboru waluty podczas zakupów oraz zmieniono design strony internetowej.
W sierpniu 2014 roku liczba dostępnych gier wyniosła ponad 800, z czego kilka darmowych. W ofercie serwisu znajdują się gry ponad 100 producentów, m.in. Activision, Adventure Soft, Apogee Software, Codemasters, DotEmu, Empire Interactive, Enlight Software, Epic Games, Firefly Studios, Focus Home, Funcom, Horrorsoft, Interplay Entertainment, JoWooD Entertainment, Majesco Entertainment, Metropolis Software, Microïds, Oddworld Inhabitants, Rebellion, Revolution Software, Running with Scissors, Strategy First, Square Enix, System 3, Telltale Games, Team17, TopWare Interactive, Ubisoft oraz Wordplay LLC.
Od dnia 5 maja 2016 roku serwis umożliwia płatności w złotówkach.
W 2019 roku GOG rozpoczął otwartą betę platformy GOG Galaxy 2.0, która umożliwia łączenie bibliotek gier z różnych usług dystrybucji cyfrowej (takich jak Steam, Epic Games Store czy Origin) w jednym kliencie.

### Forma prawna
Podmiotem zarządzającym portalem i cyfrową dystrybucją pod marką GOG jest spółka GOG Sp. z.o.o., przez wiele lat prowadząca pod nazwą Porting House Sp. z.o.o. działalność lokalizacyjną gier komputerowych w Polsce. W wyniku porządkowania przez grupę CD Projekt swojej struktury, w 2017 roku jej zlokalizowana na Cyprze spółka zależna, GOG Ltd., pierwotny właściciel marki, połączyła się z GOG Sp. z.o.o. Przeniesienie działalności do Polski zaowocowało także powstaniem polskojęzycznej wersji serwisu.

## Opinie
Pierwsze reakcje i opinie na temat sklepu były pozytywne. Media określiły sklep jako dający nowe życie starym grom i udowadniający, że te gry nigdy nie umrą. Przez wielu komentatorów doceniony został sposób dystrybucji, który został wprowadzony przez serwis – właściciel zrezygnował z wielu ograniczeń, jakie istnieją w innych tego typu sklepach. GOG.com nazywany jest pierwszym polskim przedsięwzięciem w biznesie internetowym, które osiągnęło globalny zasięg. W 2013 roku serwis został umieszczony na liście 50 najlepszych stron internetowych tygodnika „Time”.